# České centrum v Mnichově
České centrum v Mnichově (německy Tschechisches Zentrum München) je součástí sítě Českých center působících v zahraničí z pověření Ministerstva zahraničních věcí ČR. Slouží k propagaci České republiky v oblasti kultury, vzdělávání, obchodu a cestovního ruchu. V Německu jsou vedle Mnichova další dvě česká centra v Berlíně a Düsseldorfu.

## Historie
Organizace byla založena v roce 1999. Jako spolupořadatelé akcí byly získány instituce s pravidelným publikem všech věkových skupin napříč názorovým spektrem. O rok později se kulturní centrum přestěhovalo do prostor na Prinzregentenstraße 7 do památkově chráněné budovy bývalého Bavorského státního kancléřství. Nově navržený společenský sál a kanceláře byly slavnostně otevřeny 4. října 2000 za účasti předsedkyně Senátu ČR Libuše Benešové.

## Činnost
Od té doby se zde konají výstavy, čtení, besedy a koncerty všech uměleckých žánrů. Ve spolupráci s mnichovským kinem se navíc pravidelně promítají české filmy – s německými nebo anglickými titulky.
Kulturní centrum v Mnichově spolupracuje s oficiálními orgány v jižním Německu, se spolky a nadacemi a také s kulturními, vědeckými a vzdělávacími institucemi. Rovněž podporuje činnost české "školy bez hranic".